# Blue Waters
Blue Waters是一台PetaFLOPS級別的超級電腦名稱，由美國國家超級電腦應用中心（NCSA）部署於伊利诺伊大学厄巴纳-香槟分校。

## 簡史
2007年8月8日，美國國家科學委員會（National Science Board）批准了一項決議，授權美國國家科學基金會（National Science Foundation）挹注打造全世界最強大具有領導地位的超級電腦。

## IBM時期
在處理器設計，Blue Waters採用IBM Power7處理器原於2010年上半年推出。這款處理器結合IBM POWER的晶片設計與Cell處理器的一項重要技術。Cell用於Los Alamos國家實驗室的IBM Roadrunner超級電腦。Blue Waters計畫由美國國家科學基金會（NSF）出資贊助，是國防部先進研究計畫機構（DARPA）上一個計畫的延續，而該計畫也採用IBM的Power7晶片。

### 性能
IBM系統與技術事業群研究員Bradley McCredie接受CNET訪問時說：「我們從Cell計畫擷取一些基因，然後直接嵌入Power7核心。」Power7晶片的另一特色，是在同一晶片封中中整合了八個處理核心，而每個核心可執行四項任務，或稱「執行緒」(threads)。如此一來，每顆晶片就形同具有32個核心的處理器。相較下，英特爾高階Xeon處理器通常每個處理核心只有兩條執行緒。
參與伊利諾大學計畫的IBM研究員Ed Seminaro指出，依照Top 500超級電腦的“LINPACK”基準效能測試，可以產生很好看的數字，但節點之間的頻寬（速度）卻不高，這是因為做這種測試時，節點之間幾乎不需要通訊，所以記憶頻寬其實可能很差。相形之下，他指出，Blue Waters的節點間傳輸速率（transfer rate）可達到每秒192GB。這種高效能對波音、GM、Ford等大型企業以及政府機構而言很重要，有利於做各種撞擊模擬實驗，以及天氣預報、核廢料處理等模擬運算。
IBM公佈Power775處理器的核心頻率以及Blue Waters的具體售價。處理器採用陶瓷封裝工藝，介面為5336針。這款晶片的運行頻率為3.84GHz，處在IBM宣佈的3.5-4GHz之間。Power775的功耗為800W，這也是它需要水冷散熱的原因。基本型的Power775系統售價為560097美元，其中包括了8顆Power7處理器和每處理器兩條4GB記憶體。如果用戶想升級每處理器兩條8GB記憶體，那麼需要另付2690美元；而如果想要升級成每處理器兩條16GB記憶體，那麼需要另付5199美元。如果用戶想要達到2TB的最高記憶體容量，其價格將達到332736美元。

### 終止
NCSA表示，該中心是在2007年選擇IBM作為 Blue Waters 超級電腦計畫的合作夥伴。但計畫執行以來，發現所需的財務與技術支援高於預期。開發期間，雙方雖然曾尋找解決方案，但最終仍無法達成共識。原本預定將在2012年底前完成這項計畫。
2011年8月8日，IBM已決定終止NCSA的委託，依照合約，IBM將歸還從NCSA取得的經費，同時NCSA亦得將IBM截至目前提供的設備予以歸還。在NCSA公開聲明中提到，IBM是由於考量開發這套以POWER7處理器為基礎的超級電腦，所涉及的複雜度與成本較原預期的高，因此決定終止這項合約。

## 註腳
1. ↑  . NCSA. 2011-11-14  [2012-01-01]. （原始内容存档于2011-12-13） （英语）. The Blue Waters project will deliver a supercomputer capable of sustained performance of 1 petaflop on a range of real-world science and engineering applications. It is expected to be one of the most powerful supercomputers in the world.
2. 1 2 3  Brooke Crothers. . ZDNet Taiwan. 2009-12-08  [2012-01-03]. （原始内容存档于2010-04-13） （中文（臺灣））.
3. ↑  IBM公佈Power775 BlueWater系統售價[永久]
4. 1 2  范眠. . iThome. 2011-08-09  [2011-12-31] （中文（臺灣））.[永久]

## 外部連結
- （英文）About the Blue Waters project（页面存档备份，存于）
- （英文）视频: Blue Waters 超级电脑简介 (北伊利诺大学制作)（页面存档备份，存于）
- （繁體中文）大師觀點2─從兆級運算到千兆級運算